# Radotki
Radotki – wieś w Polsce położona w województwie mazowieckim, w powiecie płockim, w gminie Brudzeń Duży. Leży przy drodze wojewódzkiej 555, nad rzeką Skrwą.
Wieś wchodzi w skład sołectwa Lasotki.
Prywatna wieś szlachecka położona w ziemi dobrzyńskiej była własnością Piotra Karnkowskiego od 1583 roku. W latach 1975–1998 miejscowość administracyjnie należała do województwa płockiego.
Radotki sąsiadują z Lasotkami i z Kobiernikami.

## W kulturze
Młyn w Radotkach, w którym przyjmował miejscowy zielarz i znachor Różycki, zainspirowały Tadeusza Dołęgę-Mostowicza do napisania powieści Znachor. W młynie w Radotkach kręcono również plenery do drugiej części, czyli Profesora Wilczura.